# Yasuhikotakia sidthimunki
Yasuhikotakia sidthimunki е вид лъчеперка от семейство Cobitidae. Видът е застрашен от изчезване.

## Разпространение
Разпространен е в Тайланд.

## Описание
На дължина достигат до 5,5 cm.
Популацията на вида е намаляваща.